# 酸性泉

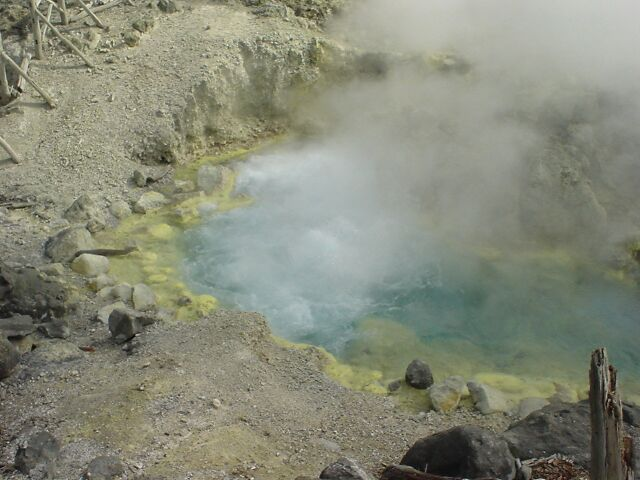
日本一の強酸性泉である玉川温泉の湧出口、大噴

酸性泉（さんせいせん）は、掲示用泉質名に基づく温泉の泉質の分類の一種。特殊成分を含む療養泉に分類される。

## 概要
多量の水素イオンを、多くの場合遊離した硫酸・塩酸などの形で含有する温泉である。酸性という特性から、殺菌効果や肌を剥がすことによる新陳代謝の促進などが期待できる。ただし、入浴者の肌が弱い場合などにはピリピリとした強い刺激を感じたり、悪影響を与える恐れもある。江戸時代には荒れた肌の治療を目的として、「仕上げ湯」と呼ばれる酸性泉に浸かる湯治も行われていた。
なお、pHが2未満のものについては特に「強酸性泉」と呼んで区別することがある（この場合、「酸性泉」はpHが2〜4程度のものを指す）。

## 新旧泉質名との対比
新旧泉質名では、以下に分類される。
| 旧泉質名   | 新泉質名   | 略記泉質名 |
| ---------- | ---------- | ---------- |
| 単純酸性泉 | 単純酸性泉 | 単純酸性泉 |

## 泉質の定義
温泉1kg中に水素イオンを1mg以上含有。

## 効能
※効能はその効果を万人に保証するものではない
泉質に基づく効能として、以下が挙げられる。酸による殺菌効果に関連した効能が特徴である。

### 適応症
- 浴用においては、一般的適応症のほか、慢性皮膚病。
- 飲用においては慢性消化器病。

### 禁忌症
- 浴用においては一般的禁忌症、及び高齢者の皮膚乾燥病。
- 飲用においては下痢の時。

## 生息する生物
酸性泉には、そこでしか見られない好酸性の細菌、古細菌、藻類が生息している。特に古細菌や一部の紅藻（テルモプラズマ目、イデユコゴメなど）は酸性への耐久性が強く、pH0付近で増殖できるものも知られている。